# Кодекс Бустаманте
Кодекс международного частного права, известен также как Кодекс Бустаманте — международный договор, целью которого была кодификация международного частного права на территории Америки.
Идею составления кодекса предложил юрист Антонио Санчес де Бустаманте на 6-м Панамериканском конгрессе на Кубе в 1928 г. На этом конгрессе был заключён Гаванский договор, приложением к которому был «Кодекс международного частного права».
Кодекс не получил широкого признания; США отказались от участия в переговорах, Мексика и Колумбия не подписали договор. Аргентина, Уругвай и Парагвай решили руководствоваться в международном частном праве так называемыми «нормами Монтевидео», прочие страны подписали договор со значительными оговорками.
Кодекс касается исключительно тех норм, которые относятся к правовым международным отношениям между странами — участниками договора. Оговорки, сделанные различными странами, в основном касаются случаев применения кодекса странами в тех случаях, когда его положения противоречат внутреннему законодательству соответствующей страны.